# Polish International 2005
Die Polish International 2005 im Badminton fanden vom 7. bis zum 10. April 2005 in Spała statt.

## Austragungsort
- Olympic Sports Centre

## Medaillengewinner
| Disziplin    | Gold                                 | Silber                           | Bronze                             |
| ------------ | ------------------------------------ | -------------------------------- | ---------------------------------- |
| Herreneinzel | Przemysław Wacha                     | Arvind Bhat                      | Thomas Kurian                      |
| Herreneinzel | Przemysław Wacha                     | Arvind Bhat                      | Jens-Kristian Leth                 |
| Dameneinzel  | Petya Nedelcheva                     | Ella Karachkova                  | Jill Pittard                       |
| Dameneinzel  | Petya Nedelcheva                     | Ella Karachkova                  | Yuan Wemyss                        |
| Herrendoppel | Michał Łogosz Robert Mateusiak       | Matthew Hughes Martyn Lewis      | Erwin Kehlhoffner Thomas Quéré     |
| Herrendoppel | Michał Łogosz Robert Mateusiak       | Matthew Hughes Martyn Lewis      | Robert Georg Arnd Vetters          |
| Damendoppel  | Kamila Augustyn Nadieżda Kostiuczyk  | Birgit Overzier Michaela Peiffer | Valeria Sorokina Nina Vislova      |
| Damendoppel  | Kamila Augustyn Nadieżda Kostiuczyk  | Birgit Overzier Michaela Peiffer | Rebecca Bellingham Rachel Hindley  |
| Mixed        | Robert Mateusiak Nadieżda Kostiuczyk | Michał Łogosz Kamila Augustyn    | Andrew Bowman Kirsteen McEwan      |
| Mixed        | Robert Mateusiak Nadieżda Kostiuczyk | Michał Łogosz Kamila Augustyn    | Vladislav Druzchenko Elena Nozdran |